# Nuclear-run-on-Sequenzierung
Global run-on sequencing (GRO-seq) ist eine spezielle Methode zur RNA-Sequenzierung in vitro, bei der RNA-Abschnitte mit transkriptionell aktiver RNA-Polymerase II im Genom identifiziert werden. Die Methode basiert auf dem nuclear run-on assay (NRO). Der Vorteil gegenüber den auf der Chromatin-Immunpräzipitation basierenden Methoden ist, dass gezielt nur tatsächlich transkribierende Bereich der RNA detektiert werden. Dadurch wird ein „Schnappschuss“ auf die momentane genomweite Transkription ermöglicht.
Das Ziel eines NRO-Laufs ist es, RNA zu isolieren, die in einem bestimmten Augenblick produziert wird. Dazu werden einige Millionen Zellkerne (Nuklei) isoliert, vorhandene (endogene) freie Nukleotide entfernt und danach (z. B. mit 5-Bromuracil) markierte Nukleotide zugegeben. Durch kurze Laufzeiten wird sichergestellt, dass nur Regionen in Transkriptionsrichtung (auf das 3'-Ende des DNA-Strangs hin, im Laborjargon als downstream liegend bezeichnet) der gebundenen RNA-Polymerase II transkribiert werden. Häufig wird das anionische Detergens Sarkosyl zugesetzt, um eine erneute Initiation der RNA-Polymerase II zu unterbinden. Isolierte NRO-RNA wird fragmentiert und mit anti-BrU-Antikörpern überzogenen magnetischen Beads aufgereinigt (kleinen magnetischen Partikeln, die über die Antikörper zum Molekül binden und die anschließend eine Separation mittels eines Magnetfelds ermöglichen). Die RNA wird daraufhin zur Sequenzierung vorbereitet und anschließend sequenziert.
Die Vorteile der GRO-seq umfassen die Unterscheidung von Transkription auf (+) und (−) Strang und die hochauflösende, globale Erfassung der relativen Aktivität der RNA-Polymerase II. Nachteilig ist die Durchführung in vitro, eine potentielle neue Initiation während des run-on-Schritts und Artefakte, die bei der Aufbereitung der Zellkerne entstehen können.
Aufgrund der hohen Auflösung von Sequenzierungsmethoden können auch kurzlebige und nur in geringer Anzahl vorhandene RNAs wie z. B. nicht-codierende Enhancer-RNA (eRNA) identifiziert werden.